# Karin Notini
Karin Hilda Elisabeth Fjelkegård-Notini, född 15 mars 1909 i Matteus församling, Stockholm, död 25 januari 2009 i Sollentuna, var en svensk teaterdekoratör, barnteaterföreståndare, målare och tecknare.

## Biografi
Karin Notini var dotter till grosshandlaren Nils Olsson och Elisabeth Nyberg (född Fjelkegård) och från 1937 gift med Bo Notini. Hon studerade vid Tekniska skolan och Filip Månssons målarskola i Stockholm 1927–1930 samt Konsthögskolan 1931–1937 och under ett antal studieresor till bland annat Nederländerna, Frankrike och England. Hon arbetade med fossilteckning på Naturhistoriska riksmuseet 1934–1936 och erhöll lovord och en penningbelöning för en scenbildslösning av Othello, som var Konsthögskolans elevuppgift 1936. Hon anställdes 1951 som dekoratör vid Stockholms stads barnteater och var från 1957 teaterföreståndare för Vår Teater Gröndal och därefter Vår Teater Hässelby gård samt vikarierande föreståndare Vår Teater Östermalm. Hon utförde dessutom modeller till scenbilder för Kungliga Teatern och Teatern i Gamla stan. Hon medverkade i Liljevalchs höstsalonger och samlingsutställningen på PUB i Stockholm. Hennes konst består av porträtt och landskapsbilder.

## Teater

### Scenografi
| År   | Produktion                             | Upphovsmän | Regi          | Teater               |
| ---- | -------------------------------------- | ---------- | ------------- | -------------------- |
| 1954 | Volpone eller Räven Volpone or The Fox | Ben Jonson | Arne Forsberg | Teatern i Gamla stan |